# توبي جونز
توبي جونز (بالإنجليزية: Toby Jones)‏ ممثل بريطاني ولد في (7 سبتمبر 1967، لندن - إنجلترا - المملكة المتحدة).

## حياته المهنية
التحق بمدرسة ابيجدون في أكسفوردشير في أوائل 1980، ثم التحق بجامعة مانشيستر خلال 1986–1989, بعد تخرجه بدأ حياته المهنية في مجال التمثيل، فقد شارك في العديد من الأعمال المختلفة.

## أعماله
| السنة | العمل                             | الدور                | ملاحظات                            |
| ----- | --------------------------------- | -------------------- | ---------------------------------- |
| 1992  | أورلاندو                          | خادم                 |                                    |
| 1993  | دروبانق ذا بيبي                   | طفل كبير             |                                    |
| 1998  | ابن عم بات                        | رجل في مقهى الفنانين |                                    |
| 1999  | الرسالة: قصة جان دارك             | قاضي إنجليزي         |                                    |
| 2002  | هاري بوتر وحجرة الأسرار           | دوبي قزم المنزل      | ممثل صوت                           |
| 2004  | العثور على نيفرلاند               | سمي                  |                                    |
| 2006  | سيء السمعة                        | ترومان كابوت         |                                    |
| 2007  | السديم                            |                      |                                    |
| 2010  | دكتور هو                          | الرب دريم            | ظهر في الجزء السابع الحلقة الخامسة |
| 2010  | هاري بوتر ومقدسات الموت – الجزء 1 | دوبي قزم المنزل      | ممثل صوت                           |
| 2011  | ذي ريتي                           | الأب ماثيو           |                                    |
| 2011  | كابتن أمريكا : المنتقم الأول      | ارنم زولا            |                                    |
| 2011  | السمكري الخياط الجندي الجاسوس     | بيرسي                |                                    |
| 2014  | كابتن أمريكا: جندي الشتاء         | ارنم زولا            |                                    |
| 2014  | سيرينا                            | الشريف ماكدويل       |                                    |
| 2015  | حكاية الحكايات                    | ملك هايليس           |                                    |
| 2016  | آليس عبر المرآة                   | ويلكنز               |                                    |

## وصلات خارجية
- توبي جونز على موقع IMDb (الإنجليزية)
- توبي جونز على موقع روتن توميتوز (الإنجليزية)
- توبي جونز على موقع ألو سيني (الفرنسية)
- توبي جونز على موقع ميوزك برينز (الإنجليزية)
- توبي جونز على موقع تيرنر كلاسيك موفيز (الإنجليزية)
- توبي جونز على موقع أول موفي (الإنجليزية)
- توبي جونز على موقع قاعدة بيانات برودواي على الإنترنت (الإنجليزية)
- توبي جونز على موقع قاعدة بيانات الأفلام السويدية (السويدية)
- توبي جونز على موقع إن إن دي بي (الإنجليزية)
- توبي جونز على موقع قاعدة بيانات الفيلم (الإنجليزية)